# Paul McGillion
Paul McGillion (Paisley, Renfrewshire, Skócia, 1969. január 5.) skót származású, Vancouverben élő színész, aki 1990 óta van jelen a televíziós és film szakmában. Legismertebb szerepe Dr. Carson Beckett a Csillagkapu: Atlantisz című sci-fi sorozatban.

## Korai évek
McGillion Paisleyben született (Skócia), kétéves korában költöztek családjával Kanadába. Később - 11 éves korában - a család újra Skóciába költözött három évre, amikor apja a Shetland Oil Rigs nevű társaságnak dolgozott. McGillion hét gyermek közül a hatodik.

## Karrier
A Vancouver Film iskolában tanult színészetet 1998-99-ben. 2004-ben kapta meg Carson Beckett szerepét a Csillagkapu: Atlantisz című sci-fi sorozatban. Kezdetben csak visszatérő szereplőként, később a második-harmadik évad során főszereplőként alakította az atlantiszi expedíció orvosát. A negyedik-ötödik évadban ismét visszatérő szereplő lett, önmaga klónját játszotta. Az Atlantisz testvérsorozatában, a Csillagkapuban is megjelent az első évadban (Tantalus kínjai), Ernest Littlefieldet alakította, aki az első földi ember volt, aki átlépett a csillagkapun annak felfedezése után.
McGillion részt vett a 2009-es Star Trek film szereplőválogatásán Scotty szerepére. Bár a szerepet végül Simon Pegg kapta, McGillion is feltűnt a filmben más szerepben.
Feltűnt a 24 című televíziós sorozat hetedik évadjában. Dr. Levinson szerepében egy veszélyes gént próbál kivonni Jack Bauer testéből, de meghal, amikor Bauer megszökik és megöli az orvost és társait. Ezen kívül számos egyéb televíziós sorozatban kapott szerepet, mint az X-akták, a Smallville vagy az Alkonyzóna.
2009-2010-ben visszatérő szereplő a kanadai sci-fi sorozat, a Sanctuary – Génrejtek néhány epizódjában, illetve ismét ő alakítja Dr. Beckettet a Csillagkapu: Atlantisz mozifilm változatában, a Stargate: Extinction-ban.

## Díjak, jelölések
Paul McGilliont háromszor jelölték Leo-díjra. 2004-ben a See Grace Fly című filmben játszott szerepéért a Legjobb férfi főszereplő és Legjobb dráma kategóriában, 2005-ben pedig a Csillagkapu: Atlantisz Megmérgezett kút című epizódjáért a Legjobb férfi mellékszereplő kategóriában.

## További információ
- Hivatalos oldal
- Paul McGillion a PORT.hu-n (magyarul)
- Paul McGillion az Internetes Szinkronadatbázisban (magyarul)
- Paul McGillion az Internet Movie Database-ben (angolul)
- Paul McGillion a Rotten Tomatoeson (angolul)